# 初桜酒造
初桜酒造（はつさくらしゅぞう）は、和歌山県伊都郡かつらぎ町に所在する酒造メーカー。主屋等が歴史的建築物として国の登録有形文化財に登録されている。

## 概要
創業は1866年 (慶応2年) 。かつて当地域は多くの庄屋があり、紀ノ川沿岸の水田地帯や和泉葛城山系の伏流水を利用し、最盛期には１６軒の酒蔵が軒を連ねる酒造地帯であった。ただし現在は当店１軒のみとなっている。2006年 (平成18年) 8月3日、主屋等３件が登録有形文化財となった。

## 文化財

### 仕込蔵
- 明治時代 竣工、木造2階建、瓦葺き、建築面積376m2、桁行１６間、梁６間。主屋北方に南北棟で建ち、北を入母屋造、南を切妻造、内部は中央部に床を張り、外部は大壁で腰を竪板張とする。

### 囲蔵
- 明治時代竣工、2階建、切妻造、瓦葺き、建築面積288m2、桁行１６間、梁４間半。仕込蔵の東に接して南北棟で建ち、梁間を１間半と３間に分ける位置に柱を建てる。外部は大壁で腰高の竪板張とする。

### 主屋
- 大正時代 竣工、木造2階建、入母屋造、瓦葺き、建築面積197m2。桁行６間、梁６間。旧大和街道に南面し、敷地の南寄りに建つ東西棟の町家。東方を土間、西方床上部に２列３室、２階正面側に３室の続き間座敷が配置されている。

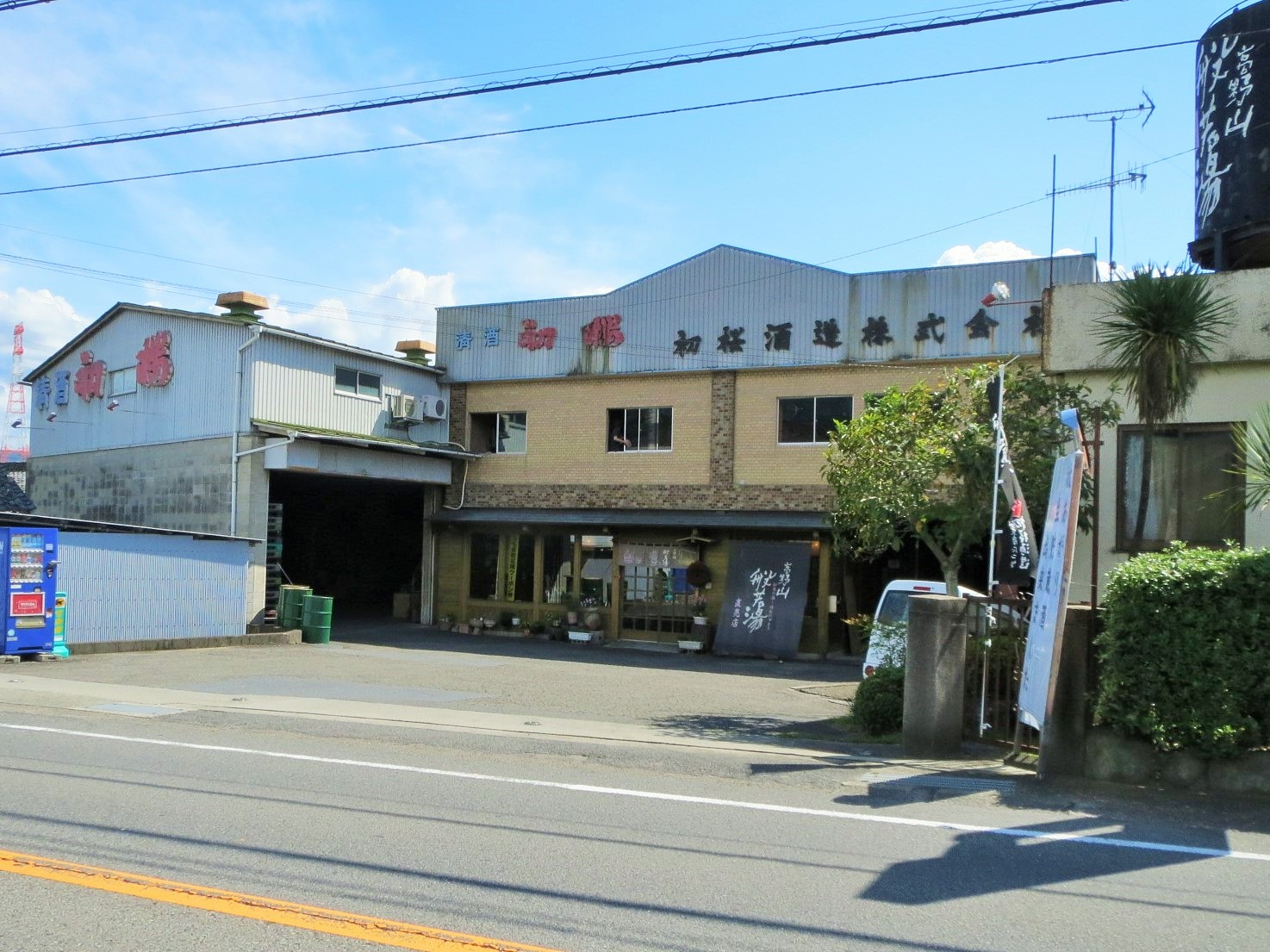
店舗社屋
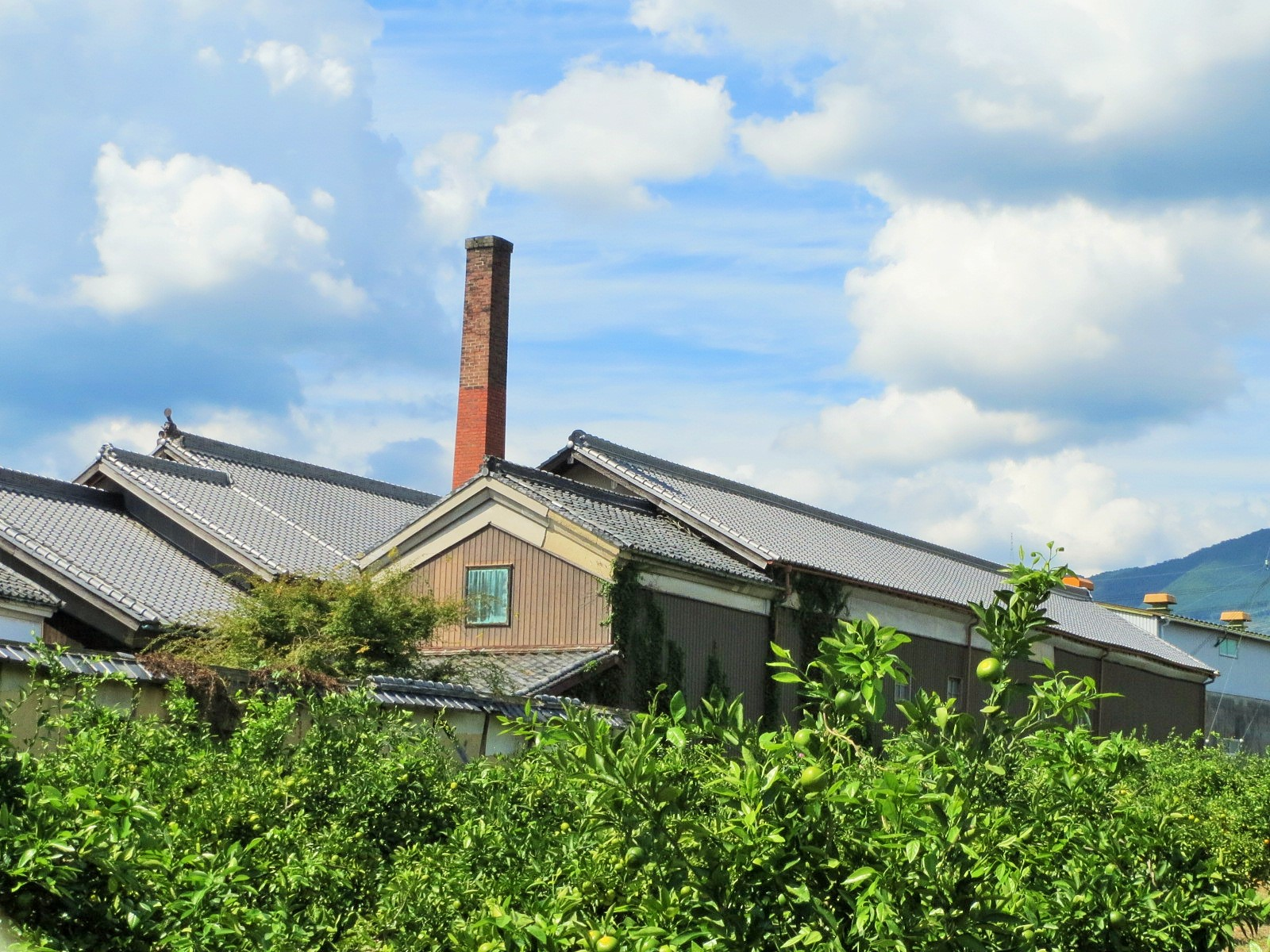
囲蔵と仕込蔵

## 現地情報

### 住所
- 和歌山県伊都郡かつらぎ町中飯降85

### 交通アクセス
- JR西日本和歌山線中飯降駅より徒歩2分